# O Comércio de Guimarães

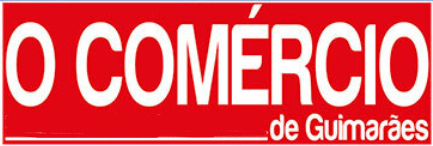
O logotipo do jornal O Comércio de Guimarães

O Comércio de Guimarães é um semanário regionalista da cidade de Guimarães, em Portugal, cuja primeira edição data de 1884.

## História
O primeiro número saiu a 15 de Maio de 1884, fruto da iniciativa do seu fundador e director, António Joaquim de Azevedo Machado, continuando na posse da família deste até à suspensão da sua publicação em Dezembro de 1985.
Em Março de 1986 é retomada a sua publicação com periodicidade quinzenal, por iniciativa do Grupo Santiago, actual proprietário, passando a publicar-se semanalmente em 1989.